# Atrichopogon atroxipes
Atrichopogon atroxipes är en tvåvingeart som beskrevs av Bose, Dasgupta, Mazumdar och Chaudhuri 2003. Atrichopogon atroxipes ingår i släktet Atrichopogon och familjen svidknott.
Artens utbredningsområde är West Bengal (Indien). Inga underarter finns listade i Catalogue of Life.